# Avonsleigh, Victoria
Avonsleigh là một thị trấn thuộc bang Victoria, Úc, nằm ở phía đông Melbourne. Đây là thị trấn thuộc vùng Shire of Cardinia. Vào năm 2011 Census, Avonsleigh có 735 người.

## Lịch sử
Bưu điên Koenig's mở cửa vào năm 1902, được đổi thành Avonsleigh vào năm 1911 và đóng cửa năm 1985.